# William Mathewson Eddy

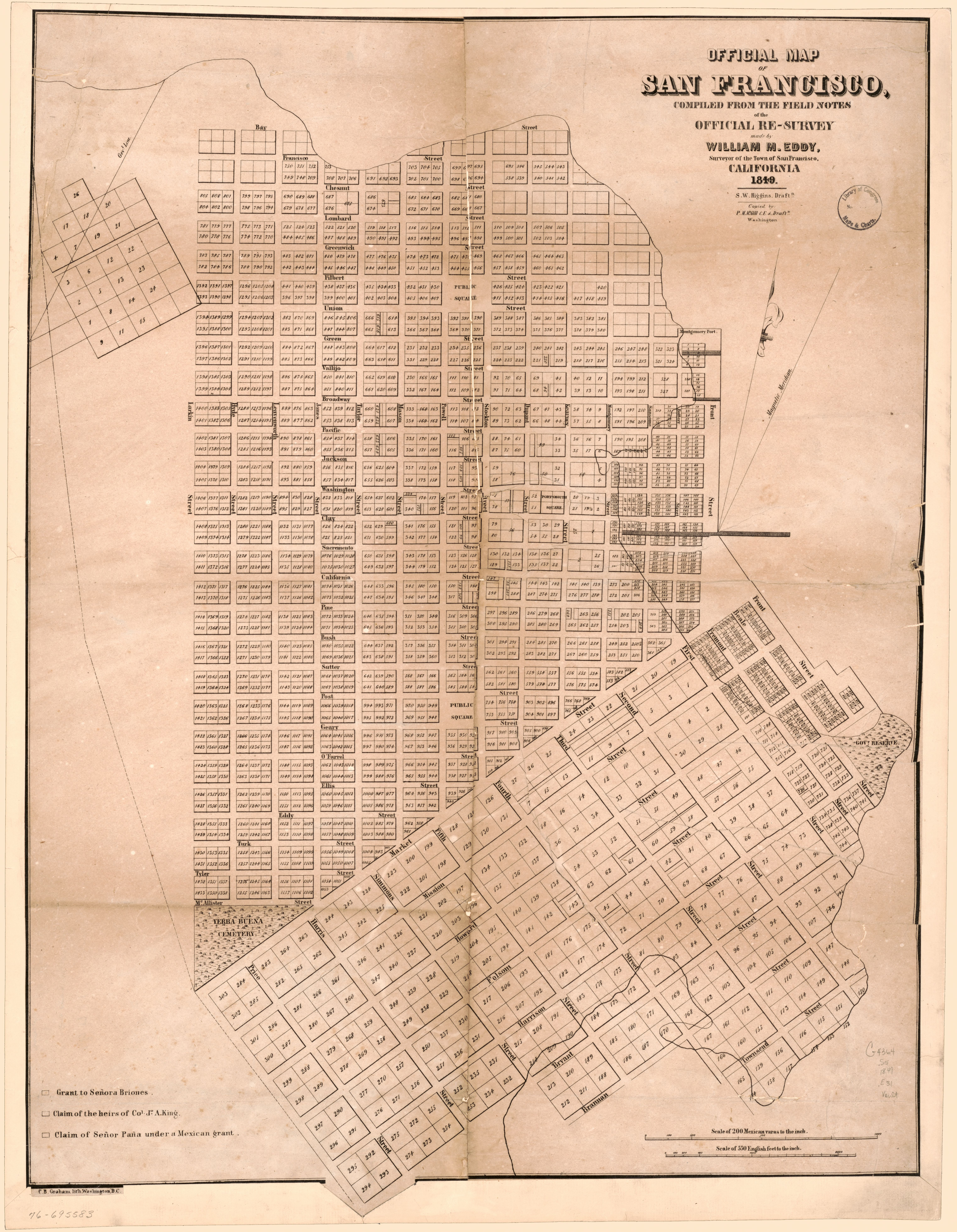
Stadtplan San Francisco von William M. Eddy (1849)

William Mathewson Eddy (* 10. August 1818 in Ithaca; † 10. März 1854 in San Francisco) war ein US-amerikanischer Vermessungsingenieur, auf den die erste umfassende Kartografierung von San Francisco und die Benennung von vielen Straßennamen in der Stadt zurückzuführen ist.

## Person
Eddys Vater Otis Eddy (1787–1843) war mit Harriet Tracy (1792–1877) verheiratet. Deren Sohn William war zweimal verheiratet, und aus erster Ehe mit Harriet Ecker Hawks ging der Sohn Charles Ecker Eddy (1853–1867) hervor.

## Berufsleben
Eddys Vorgänger als Stadtvermesser von San Francisco war Jasper O’Farrell (* 1817; † November 1875), der im August 1847 den ersten Stadtplan vorgelegt hatte. Eddy kam im Juni 1849 als Vermessungsingenieur nach San Francisco. Dort wurde er im Dezember 1849 zum ersten städtischen Landvermesser ernannt und begann mit der Neuvermessung.
Auf ihn sind seit 1849 viele Straßennamen in der Stadt zurückzuführen; unter anderem die Hyde Street, benannt nach George Hyde, der von Dezember 1846 bis Januar 1847 Bürgermeister von San Francisco war, oder die Leavenworth Street (nach Thaddeus Leavenworth, Bürgermeister von Juni 1848 bis Juni 1949). In seinem bereits im Dezember 1849 veröffentlichten „offiziellen Stadtplan“ sind noch einige Fehler enthalten, aber die nach ihm selbst benannte Eddy Street im Distrikt Tenderloin ist bereits verzeichnet.
Eddy zog es offensichtlich vor, im Büro zu arbeiten, und überließ seinen Mitarbeitern den Außendienst. Einer Notiz eines seiner Mitarbeiter vom März 1850 zufolge wurde er im Büro „betrunkener vorgefunden als üblich“. Es wurde kolportiert, dass Eddy bestechlich gewesen sein soll. Er soll 1852 den Rechtsanwalt Hall McAllister getroffen und ihm erzählt haben, dass eine kurze Straße noch ohne Namen sei und er nach Einladung zu einem Mittagessen etwas für McAllister tun könne – die McAllister Street war geboren, obwohl der Anwalt noch lebte.
Eddy erweiterte die kartografische Arbeit von Jasper O’Farrell Richtung Westen und schuf weitere Parzellen (englisch lots), wodurch deren Verkauf an Siedler ermöglicht wurde. Im November 1849 fanden Auktionen statt, auf denen ungefähr 600 Parzellen versteigert wurden. Im September 1851 wechselte er als Vermessungsingenieur in die kalifornische Hauptstadt Sacramento, wo er ab Januar 1852 für Kalifornien als State Surveyor General zuständig war. Während dieser Zeit erschien im Januar 1852 sein zweiter Stadtplan von San Francisco. Sein Amt in Sacramento hatte er bis 1853 inne.
Woran William M. Eddy 1854 bereits im Alter von 36 Jahren starb, ist nicht überliefert. Er war stadtbekannt, sein Begräbnis wurde von einer großen Zahl von Trauernden begleitet.